# الحنو (محافظة الكامل)
الحنو، هو مركز من فئة (ب) ويقع في محافظة الكامل، التابعة لمنطقة مكة المكرمة في المملكة العربية السعودية.